# TR-svarm

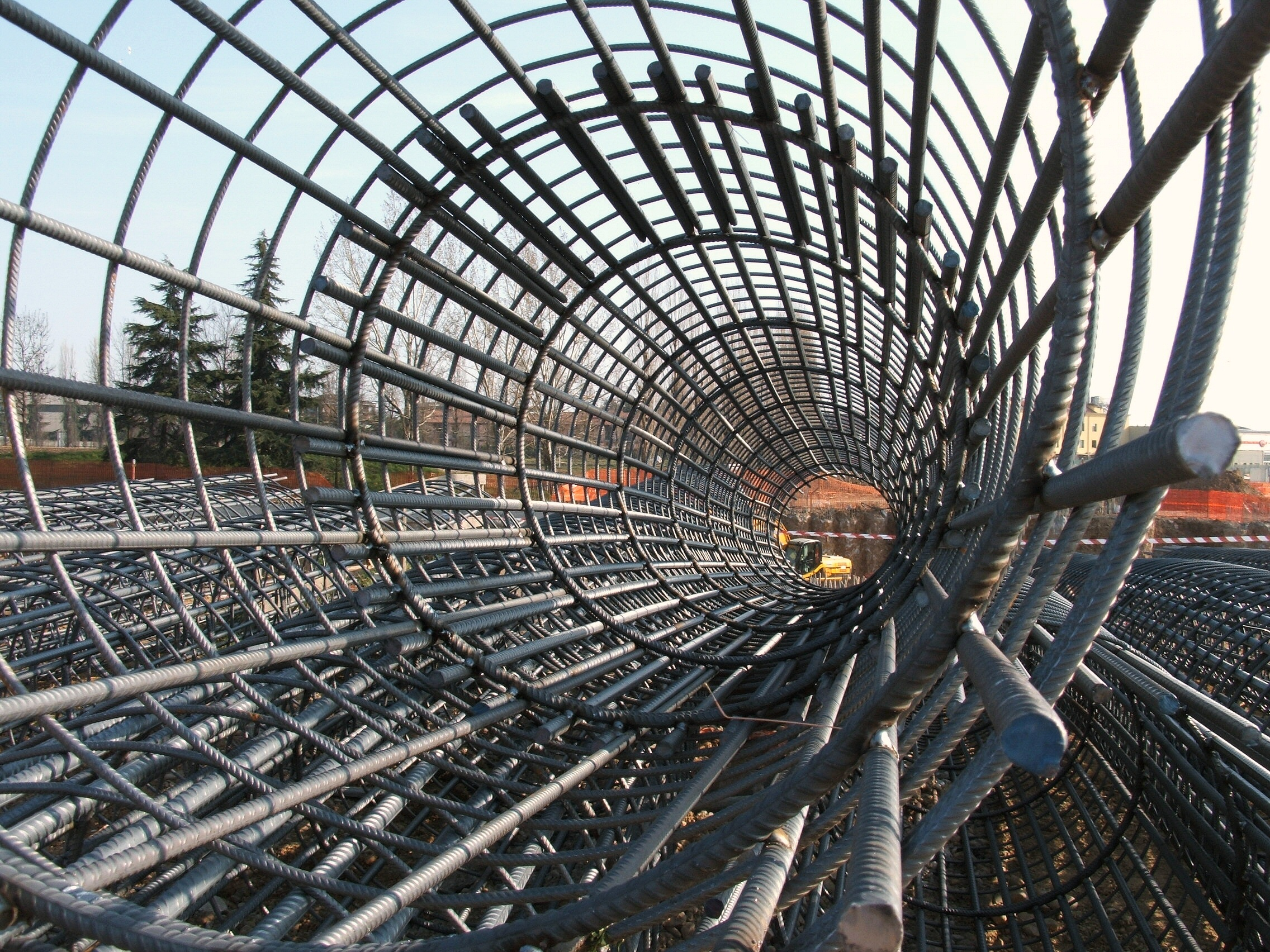
Armeringskorg

TR-svarm (Tekniska Regler svetsning av armering och ingjutningsgods) är en personcertifiering mot kompetenskrav enligt PBL, BKR, BBK, BSK och Svetsade ingjutningsgods (Nordcert publ 2004:3) för svetsarbetsledare och kontrollanter för svetsning av armering och ingjutningsgods. Kursverksamhet och kompetensprövning står BBC-SBS-StBK Kommitté TR-svarm för.